# Salvatore Schillaci
Salvatore Schillaci (sinh 1 tháng 12 năm 1964 - mất 18 tháng 9 năm 2024) được biết tới với biệt danh Totò, là cựu cầu thủ bóng đá Ý. Ông là Vua phá lưới World Cup 1990 với thành tích 6 bàn thắng.
Sinh ra ở Palermo, Ý trong một gia đình nghèo, Schillaci bắt đầu chơi bóng cho một đội bóng nghiệp dư ở thành phố quê hương, Amat Palermo. Ông ký hợp đồng với câu lạc bộ Messina của đảo Sicilia vào năm 1982. Ông chơi ở đây đến năm 1989 và chứng tỏ được khả năng ghi bàn của mình. Sau đó ông chơi cho Juventus ở Torino, có trận ra mắt ở Serie A vào ngày 27 tháng 8 năm 1989. Juventus, Bà đầm già của bóng đá Ý vào thời điểm đó đang là lúc kết thúc lứa cầu thủ tạo nên Đội bóng trong mơ từng thống trị bóng đá Ý trong thập kỉ 80. Schillaci đến trùng hợp với sự quay trở lại trên băng ghế huấn luyện của cựu thủ môn Dino Zoff. Schillaci đã chói sáng trong mùa bóng đó với 15 bàn thắng, giúp đội bóng thành Torino có một mùa bóng thành công với Cúp bóng đá Ý và Cup C3 châu Âu (tiền thân của Europa League). Với phong cách tấn công chủ động và sáng tạo, ông đã có mặt trong đội hình đội tuyển Ý tham dự World Cup 1990 tổ chức tại quê nhà dưới sự huấn luyện của huấn luyện viên Azeglio Vicini, dù là lính mới ở đội tuyển.

## World Cup 1990
Schillaci có trận đầu tiên ở World Cup 1990 khi thay Andrea Carnevale trong trận đấu mở màn của Ý gặp Áo. Schillaci ghi bàn thắng duy nhất đem về chiến thắng 1-0 cho đội nhà. Ở trận tiếp theo gặp Mỹ, Schillaci trở lại băng ghế dự bị.
Ở trận đấu bảng cuối cùng gặp Tiệp Khắc, Schillaci có tên trong đội hình xuất phát, chơi cùng Roberto Baggio ở trên hàng tiền đạo. Trận đấu kết thúc với thắng lợi 2-0 cho Ý, Baggio và Schillaci mỗi người ghi 1 bàn. Ở vòng 1/16 và tứ kết, Ý lần lượt gặp Uruguay và Ireland, Schillaci đều đóng góp những bàn thắng quyết định.
Trận bán kết gặp Argentina của Diego Maradona, Gianluca Vialli chơi trên hàng công thay thế Baggio, và đương nhiên chơi cùng Schillaci. Trận đấu kết thúc với tỉ số 1-1 với Schillaci mở tỉ số và Claudio Caniggia gỡ hoà, phải quyết định ở loạt sút luân lưu 11m và Ý thua trận, phải xuống đá trận tranh giải ba.
Trận cuối cùng ở World Cup 1990 Ý gặp Anh và giành chiến thắng 2-1. Totò ghi bàn thắng thứ hai cho Ý trong trận đấu này từ chấm phạt đền và giành luôn danh hiệu Vua phá lưới với 6 bàn thắng. Tuy nhiên, ngoài giải này, ông chỉ ghi cho đội tuyển thêm đúng 1 bàn thắng nữa, với sự nghiệp đội tuyển là 16 lần ra sân cùng 7 bàn thắng.
World Cup 1990 vẫn còn đọng lại trong trí nhớ nhiều cổ động viên Ý với Notti Magiche di Totò Schillaci (Những đêm ma thuật của Totò Schillaci), mặc dù đội nhà không vô địch giải này.

## Những năm tháng khó khăn
Sau World Cup 1990, Schillaci chơi thêm 2 năm cho Juventus, rồi chuyển sang Inter Milan. Schillaci không gây được ấn tượng rõ rệt nào khi thi đấu ở hai câu lạc bộ này, chủ yếu là do những chấn thương ông gặp phải sau World Cup 1990. Năm 1994 ông sang Nhật Bản chơi cho Jubilo Iwata, trở thành cầu thủ Ý đầu tiên chơi ở J. League.
Schillaci giải nghệ năm 1999. Hiện nay ông sống tại quê nhà Palermo, mở một trường đào tạo bóng đá trẻ. Ông trở lại quen thuộc với công chúng vào năm 2005 khi tham gia chương trình L'Isola dei Famosi, một phiên bản Ý của chương trình Survivor phát trên đài truyền hình Rai Due.

## Danh hiệu
Messina
- Serie C: 1985–86
- Serie C2: 1982–83

Juventus
- Coppa Italia: 1989–90
- UEFA Cup: 1989–90[2][3]

Internazionale
- UEFA Cup: 1993–94

Júbilo Iwata
- J. League: 1997